# Meurtre de Vanessa Guillén
 (novembre 2022).
Le meurtre de Vanessa Guillén est une affaire criminelle se déroulant dans le Fort Hood (actuellement Fort Cavazos) au Texas aux États-Unis en 2020. 
Jeune soldat de 20 ans de l'United States Army, Vanessa Guillén disparait le 22 avril 2020. Deux mois plus tard, l'enquête policière progresse avec la découverte de restes humains qui se révèlent être ceux de la jeune femme. Quelques jours plus tard, alors que l'enquête progresse vers Aaron Robinson, 20 ans, ce dernier se suicide par arme à feu avant son arrestation. Sa petite-amie, Cecily Aguilar, avoue que Robinson lui a confessé le meurtre et est poursuivie pour de multiples charges dont falsification de preuves.
Le meurtre de Vanessa Guillén aide à la libération de la parole des femmes dans les forces armées des États-Unis et conclut à une législation plus protectrice des victimes dans les affaires de harcèlements sexuels et d'agressions sexuelles dans l'armée américaine. À la suite des enquêtes concernant le meurtre de la jeune Vanessa Guillén, ces derniers en arrivant a la conclusion que Aaron Robinson aurait tué Vanessa de peur que cette dernière révèle sa liaison entre lui et Cecily Aguilar qui se trouvait être mariée à un autre soldat.

## Enquête policière

### Disparition inquiétante
Le 23 avril 2020, la caporale Vanessa Guillén, 20 ans, est déclarée disparue. Des centaines de soldats la recherchent alors dans les bâtiments, les terrains d'entraînements et dans les alentours du camp. Le lendemain, l'armée américaine émet un avis de recherche et demande l'aide de la population civile.
La veille, Vanessa Guillén est vue pour la dernière fois aux environs de midi sur un parking du camp militaire avec un t-shirt noir et un pantalon de fitness violet. Sa disparition est inquiétante, son portefeuille et ses clefs sont retrouvés dans l’arsenal dans lequel elle travaille à réparer des armes. L'armée déclare avoir mené des recherches aériennes pendant plus d'une centaine d'heures pour la trouver et avoir interrogé plus de 150 personnes. 
Dans les semaines qui suivent sa disparition, les membres de la famille de Vanessa Guillén organisent des rassemblements vers Fort Hood. Sa famille déclare que la soldat avait fait part de harcèlement sexuel avant sa disparition, sans vouloir révéler l’identité de son agresseur par crainte de représailles ou de ne pas être prise au sérieux, ce qui amène l'armée à lancer une enquête sur ses allégations,.

### Un cas non isolé
Au milieu du mois de juin 2020, les recherches permettent de trouver un squelette à proximité de Fort Hood. Le 19, les enquêteurs déclarent que le corps découvert est celui de Gregory Morales, disparu depuis août et considéré comme un déserteur par l'armée. Âgé de 24 ans, Moreles a rejoint l'armée en juin 2015 comme opérateur de transport motorisé et a reçu de nombreuses récompenses militaires pour son service.

### Découverte du corps et pression médiatique
Soutenue par la communauté hispanique, le président de la League of United Latin American Citizens, Domingo Garcia, promet une récompense de 25 000 $ à toute information permettant de retrouver son corps, l'affaire prend une ampleur nationale. Début juin, Salma Hayek publie un message sur Instagram pour retrouver Vanessa Guillén.
Le 30 juin, des restes humains sont retrouvés à côté de la rivière Bell dans le comté de Bell dans une grande boîte à marchandises provenant de la salle d'arme de son régiment,,. Le 2 juillet, les procureurs détaillent des éléments d'enquête indiquant que le spécialiste Aaron Robinson, 20 ans, est le meurtrier de la soldat. Le 6 juillet, les tests ADN confirment que les restes retrouvés sont bien ceux de Vanessa Guillén.

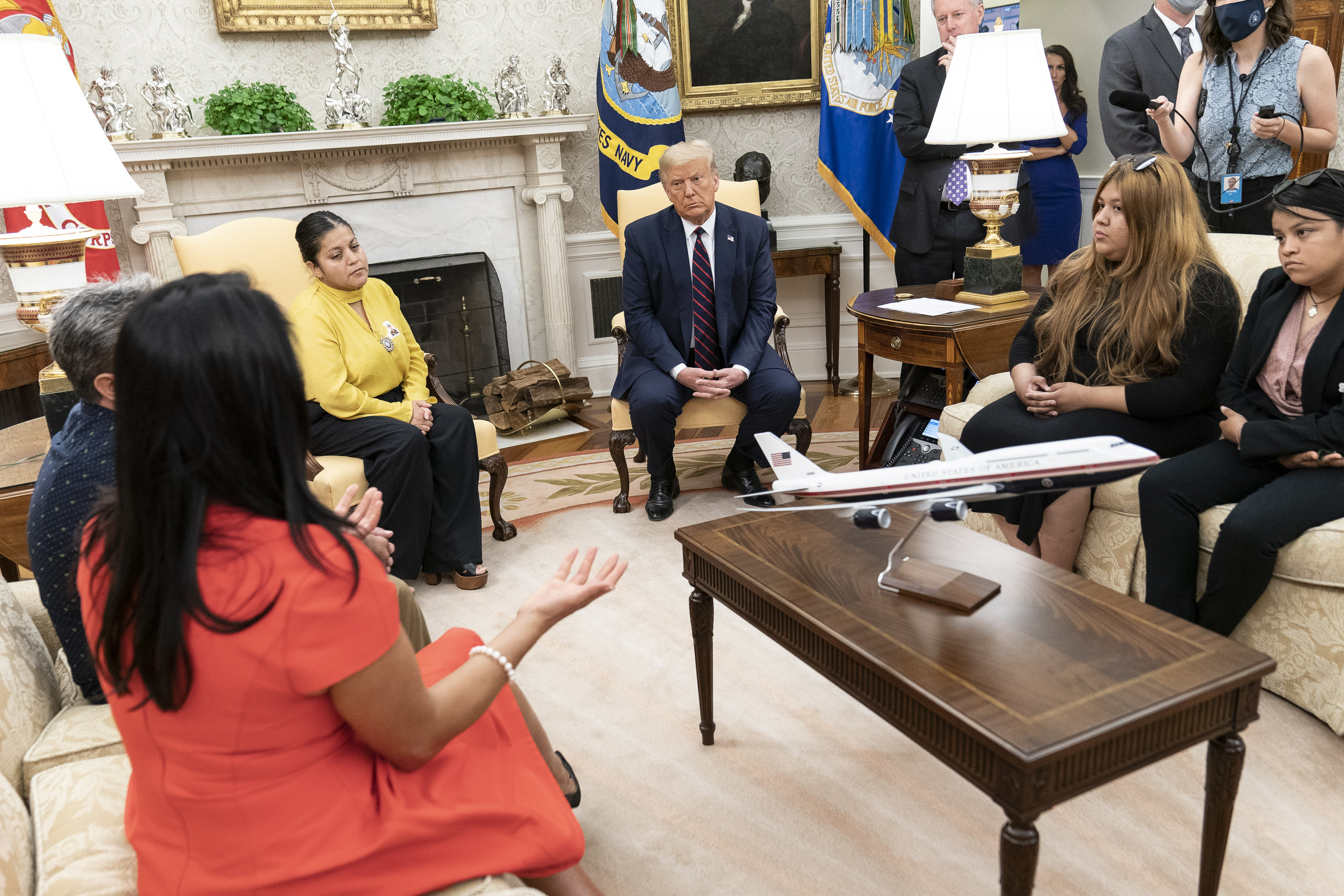
La famille de Vanessa Guillen est reçue à la Maison-Blanche devant la presse.

L'écho médiatique de l'affaire crée un Mouvement #MeToo dans l'armée américaine ; un groupe de militaires américaines est créé pour demander une enquête du congrès sur ce meurtre et compte rapidement des milliers de membres. À la fin du mois de juillet, la famille de la victime est reçue à la Maison-Blanche par le Président Donald Trump.
En décembre, l'enquête de l'United States Army conclut des fautes du commandement au Fort Hood, permissif envers les actes de harcèlements sexuels et d'agressions sexuelles et sanctionne plus qu'une dizaine de militaires.

## Acteurs de l'affaire

### Vanessa Guillen
Née le 30 septembre 1999 à Houston, Vanessa Guillén est la deuxième d’une fratrie de six enfants,. Se rêvant militaire depuis son enfance, elle s'engage dans l'armée après la fin du lycée, à 18 ans, malgré les réticences de sa mère, Gloria Guillen,. La foi catholique et le sport sont des pierres angulaires de sa vie,. La militaire est athlétique, elle fait de la force athlétique, joue au football et court dans les équipes d'athlétisme et de cross-country.

### Aaron David Robinson et Cecily Ann Aguilar
Né à Calumet City dans l'Illinois, Aaron David Robinson s'engage dans l’armée en octobre 2017 et devient pionnier. En 2020, il est élevé au rang de spécialiste. La famille de la victime pense qu'elle préparait une plainte pour harcèlement contre Robinson, qu'il s'est énervé lorsqu'elle le lui a annoncé et qu'il l'a tué la veille du dépôt de plainte. Après la découverte du corps, Aaron Robinson déserte le camp militaire et se suicide par arme à feu alors que les policiers tentent de l'arrêter. Cette version officielle est cependant remise en cause après le refus de la ville de Killeen de rendre publiques les images des derniers moments d'Aaron Robinson.
Arrêtée à son tour, sa petite amie, Cecily Ann Aguilar, mariée à Keon Devonte Aguilar, un autre militaire du régiment, aide les enquêteurs à découvrir les restes du corps de Vanessa Guillén.

## Suites
Le 16 septembre 2020, la proposition de loi intitulée « I am Vanessa Guillén Act of 2020 » est introduite à la Chambre des représentants des États-Unis. Une grande partie de la proposition de loi est reprise dans la National Defense Authorization Act signée le 27 décembre 2021 par le Président Joe Biden entraînant la criminalisation du harcèlement sexuel dans l'Uniform Code of Military Justice, l’exclusion de la hiérarchie militaire dans les enquêtes de harcèlement sexuel ou d'agression sexuelle et l'obligation de demander une enquête indépendante dans les 72 heures après avoir reçu une plainte d'un militaire.
En août 2022, la famille de Vanessa Guillén lance une procédure judiciaire en demande 35 millions de dollars de dommages au Département de l'Armée des États-Unis. En septembre, une course à pied est organisée le jour de son anniversaire par sa famille. En octobre, une autoroute est renommée en son nom au Texas.

### Filmographie
- [vidéo] I Am Vanessa Guillen : Scandale dans les rangs, documentaire de 95 minutes de Christy Wegener, diffusé sur Netflix en novembre 2022.